# Xã North Branch, Michigan
Xã North Branch (tiếng Anh: North Branch Township) là một xã thuộc quận Lapeer, tiểu bang Michigan, Hoa Kỳ. Năm 2010, dân số của xã này là 3.645 người.